# American Board of Commissioners for Foreign Missions
Der American Board of Commissioners for Foreign Missions (ABCFM) ist die älteste US-amerikanische Auslandsmissionsgesellschaft für das Christentum. Sie wurde 1810 von Hochschulabgängern des Williams College vorgeschlagen und im gleichen Jahr gegründet. 1812 erfolgte die offizielle Registrierung. 1961 ging der ABCFM mit anderen Gesellschaften zusammen, um den United Church Board for World Ministries zu bilden.

## Gründung und frühe Geschichte
Die Gründung hängt zusammen mit der Erweckungsbewegung, die sich in den USA zwischen 1790 und 1840 ausbreitete. Der Ursprung der Gesellschaft lag im Kongregationalismus, doch wurden auch Missionen von Presbyterianern (1812–1870), der Reformierten Kirche in Amerika (1819–1857) und anderen Glaubensrichtungen gefördert.
Die ersten fünf Auslandsmissionen wurden bereits 1812 gestartet, und bis 1840 waren Repräsentanten der Gesellschaft zu den folgenden Gebieten unterwegs:
- Tennessee (Cherokee-Indianer)
- Indien (in der Gegend von Bombay), Sri Lanka
- Sandwich-Inseln (das heutige Hawaii)
- Ostasien mit China, Singapur und Siam (das heutige Thailand)
- den Nahen Osten, mit Griechenland, Zypern, Osmanisches Reich (Türkei), Syrien, das Heilige Land und Persien
- Afrika, insbesondere Westafrika und Südafrika bei den Zulu

Der Gegner der Indianervertreibung aus dem Osten der USA, Jeremiah Evarts, wirkte zwischen 1812 und 1820 als Schatzmeister, und von da ab bis zu seinem Tod 1831 als korrespondierender Sekretär. Unter seiner Führung wurde die Rolle der Frau in der Gesellschaft gestärkt. Er führte auch den sich ausweitenden Kampf gegen die Unterdrückung und Vertreibung der Indianer und organisierte den öffentlichen Protest gegen Präsident Andrew Johnsons Indian Removal Act (1830), konnte die Annahme dieses Gesetzes aber nicht verhindern.
In den 1830er Jahren verbot der ABCFM unverheirateten Personen die Missionstätigkeit innerhalb der Organisation, weil man damit schlechte Erfahrungen gemacht hatte. Man sandte nur Paare, die mindestens zwei Monate vor der Aussendung angeworben worden waren.

## Tätigkeiten

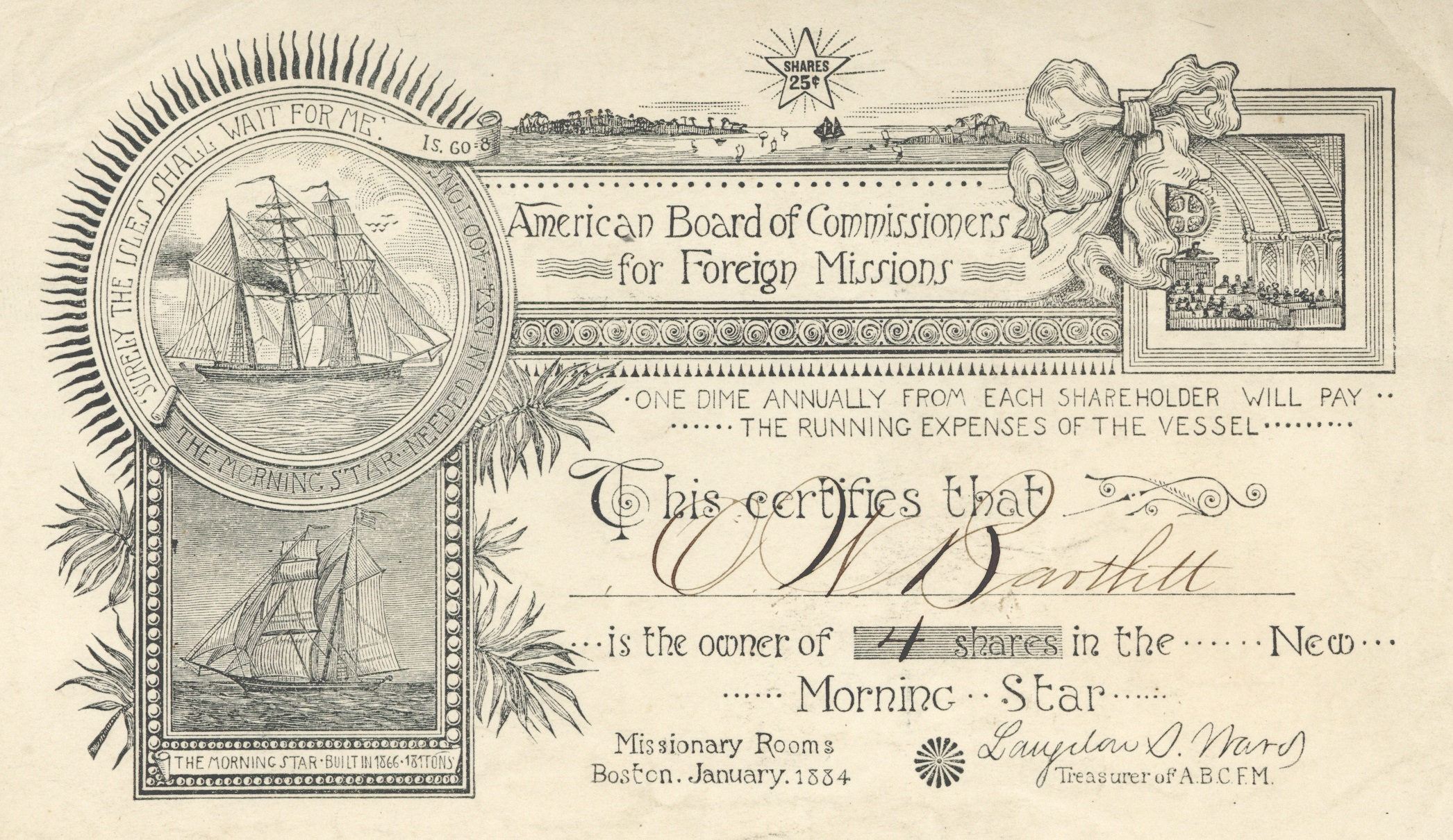
Das American Board of Commissioners for Foreign Missions gab 1884 Aktien zur Finanzierung seines neuen Schiffes Morning Star aus.

Neben der Verbreitung der christlichen Lehre, z. B. durch Übersetzungen der Bibel in die jeweiligen Landessprachen, sorgten die Missionare auch für Herstellung von Druckerpressen und Drucktypen. Aber auch medizinische und soziale Projekte wurden unternommen. Dazu wurden eine Reihe von Missionaren vor ihrer Entsendung ausgebildet.

## Bekannte Missionare
- Hiram Bingham I (1789–1869), Honolulu, Hawaii
- Dan Beach Bradley (1804–1873), Singapur und Siam
- Adoniram Judson (1788–1850), Birma
- Miron Winslow (1789–1864), Sri Lanka